# Alfred Dannenberg (Politiker)
Alfred Dannenberg (* 6. Mai 1976 in Walsrode) ist ein deutscher Politiker (AfD). Seit 2022 ist er Abgeordneter des Niedersächsischen Landtags.

## Leben
Dannenberg legte 1995 das Abitur ab. Von 1996 bis 2000 studierte er Lehramt an Realschulen an der Hochschule Vechta. Er schloss das Studium mit dem ersten Staatsexamen ab. Von 2000 bis 2002 absolvierte er den Vorbereitungsdienst am Ausbildungsseminar Göttingen, den er mit dem zweiten Staatsexamen abschloss. Von 2002 bis zu seiner Wahl in den Landtag 2022 war er als Lehrer für Mathematik, Erdkunde, Politik, Geschichte und Musik an der Kooperativen Gesamtschule in Schwarmstedt tätig. Parallel dazu erwarb er 2010 den Berufsabschluss des Landwirts. Seit 2013 leitet er zudem den familieneigenen Landwirtschafts- und Forstbetrieb.
Dannenberg hat zwei Kinder und lebt in Böhme.

## Politik
Dannenberg ist seit 2014 Mitglied der AfD.
Bei der Landtagswahl in Niedersachsen 2022 kandidierte Dannenberg im Wahlkreis Walsrode und auf Platz acht der AfD-Landesliste. Er zog über die Landesliste in den Niedersächsischen Landtag ein.